# Fanny Marc

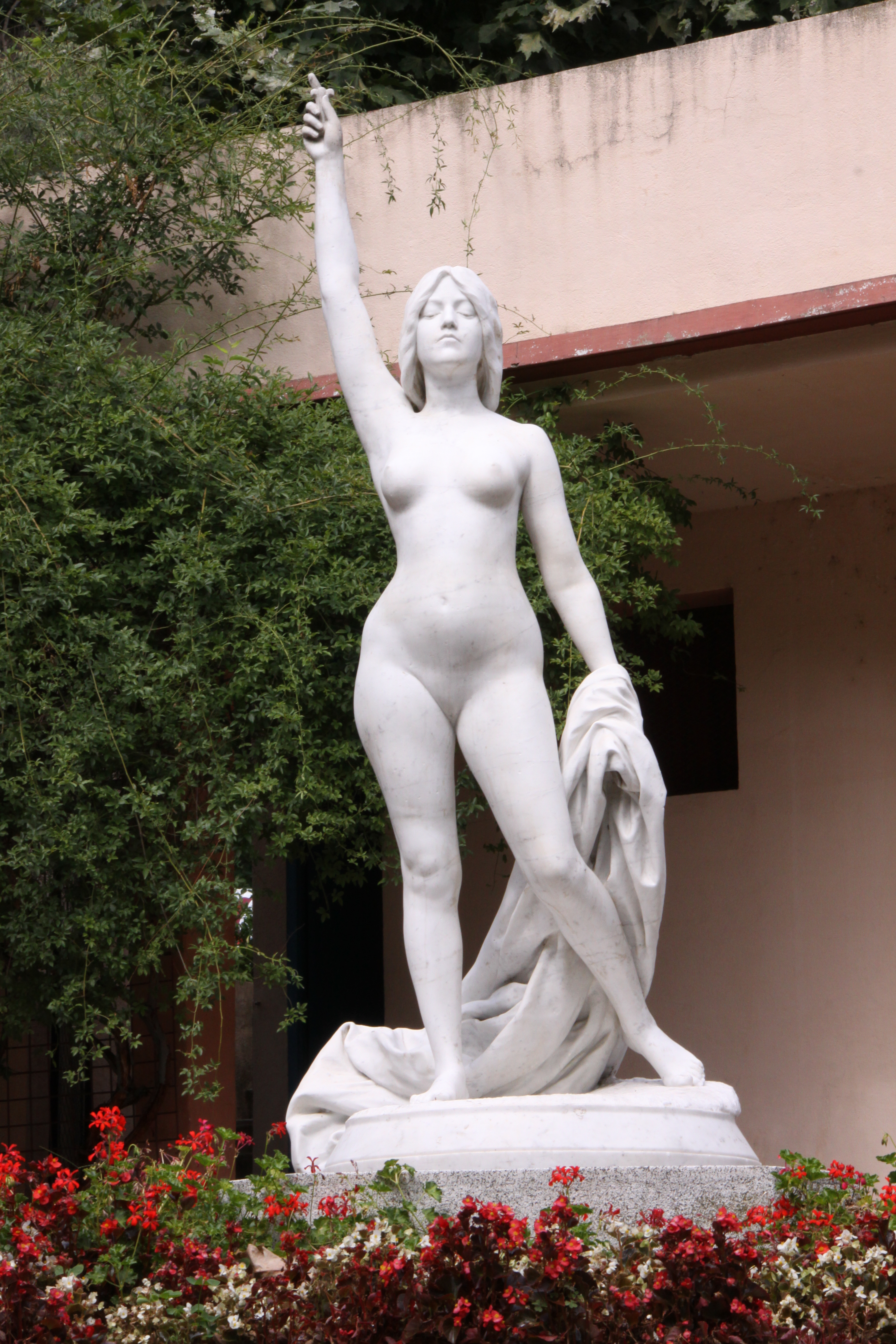
La verità che esce dal pozzo

Fanny Marc, nata Estelle Odile Fanny Legendre (Parigi, 22 maggio 1858 – Nizza, 1º maggio 1937), è stata una scultrice francese.

## Biografia

### Formazione
Fanny Marc studiò presso gli scultori Alexandre Falguière, Louis-Ernest Barrias e Georges Lemaire.
Di salute fragile, nel dicembre 1909 lei e suo marito acquistarono all'asta il Fort-les-Bains ad Amélie-les-Bains, il cui clima le si addiceva. Ella ne fece il suo studio per le sue attività artistiche. Dopo la morte di suo marito, ella diede il forte a un'opera della carità prima di morire qualche anno dopo. Ella visse anche a La Ferté-sous-Jouarre, dove oggi le è intitolata una via. Fanny Marc morì il primo maggio del 1937.

### Carriera artistica
Fanny Marc espose delle sculture nel Grand Palais nel 1904, durante il Salone annuale dell'Unione delle pittrici e scultrici. L'opera che venne esposta quell'anno venne giudicata "tra le sculture migliori" della mostra dal The Times. Nel 1886 divenne un membro della società degli artisti francesi.
Ottenne una menzione onorevole nel 1895, ricevette la medaglia del terzo posto nel 1904 e quella del secondo nel 1906, grazie a una statua che ritraeva la cacciata di Adamo ed Eva dal Paradiso terrestre.
Per aver evitato i cliscè sui soggetti biblici, Fanny Marc venne descritta come una "scultrice di genio" in un libro del 1912 sugli scultori francesi, realizzato da Henry Heathcote Statham, nel quale Yvonne Diéterle e lei erano le uniche due donne citate.

## Opere
- Amélie-les-Bains-Palalda:

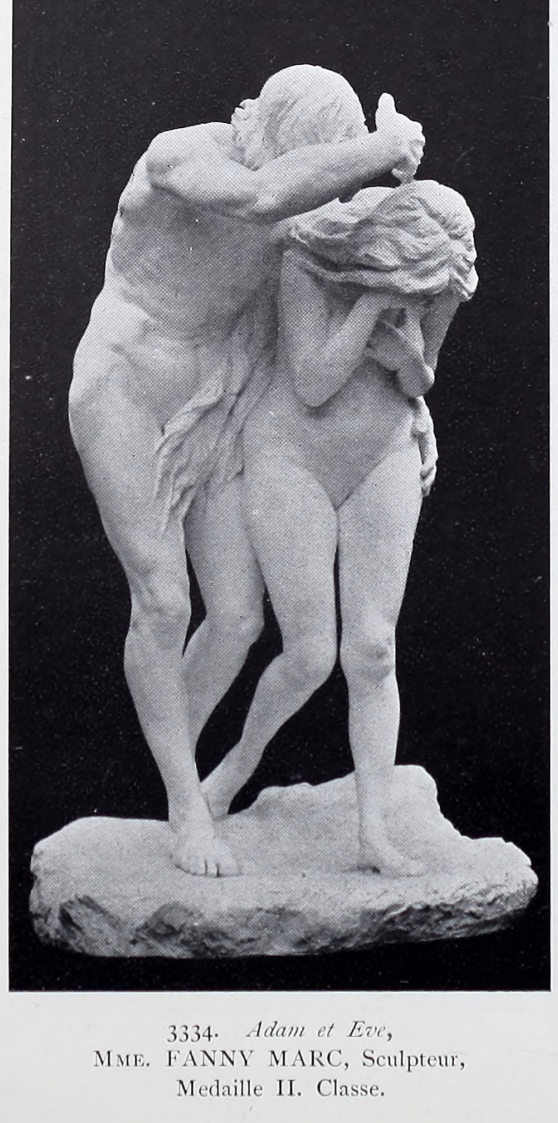
Adamo ed Eva, 1906 circa

  - giardino dell'Ancien Théâtre de Verdure: La Verità che esce dal pozzo, statua in marmo. La mano destra impugna il manico di uno specchio, la cui parte superiore (lo specchio stesso) è scomparsa, di sicuro rottasi in un anno indeterminato;
  - davanti all'Ufficio del turismo, ora installato nella rue du Vallespir: La naiade, gruppo in marmo. Il gruppo venne posto dopo il restauro nel 2019-2020.
- La Ferté-sous-Jouarre:
  - cimitero comunale: Monumento ai caduti del 1870 o Monumento ai bambini del cantone, morti per la patria, 1907, gisant in marmo;[6]
  - place de l'Hôtel de ville: Fontana della giovinezza, gruppo in bronzo (opera scomparsa).[7]
- Meaux, giardino Bossuet: Narciso ed Eco, 1930, gruppo in marmo.[8]
- ubicazione sconosciuta:
  - Gesù in preghiera, 1904 circa;
  - Adamo ed Eva, 1906;[4]
  - Morte di Abele;[5]
  - Ninfa e bambino.